# Schwadernau
Schwadernau ist eine politische Gemeinde im Verwaltungskreis Biel/Bienne des Kantons Bern in der Schweiz.
Neben der Einwohnergemeinde gibt es auch eine Burgergemeinde gleichen Namens.

## Geographie
Schwadernau liegt im Berner Seeland auf der Ebene zwischen dem Nidau-Büren-Kanal und der Alten Aare, ungefähr auf halber Strecke zwischen Biel/Bienne und Büren an der Aare. Vor der ersten Juragewässerkorrektion lag das Dorf am Südufer der Zihl. Die Gemeinde hat mit dem Gebiet «Schadernaugrien» Anteil an der bedeutenden Auenlandschaft «Alte Aare: Lyss-Dotzigen» am ehemaligen Flusslauf der Aare und am Landschaftsschutzgebiet «Alte Aare – Alte Zihl», das im Bundesinventar der Landschaften und Naturdenkmäler von nationaler Bedeutung (BLN) aufgeführt ist.

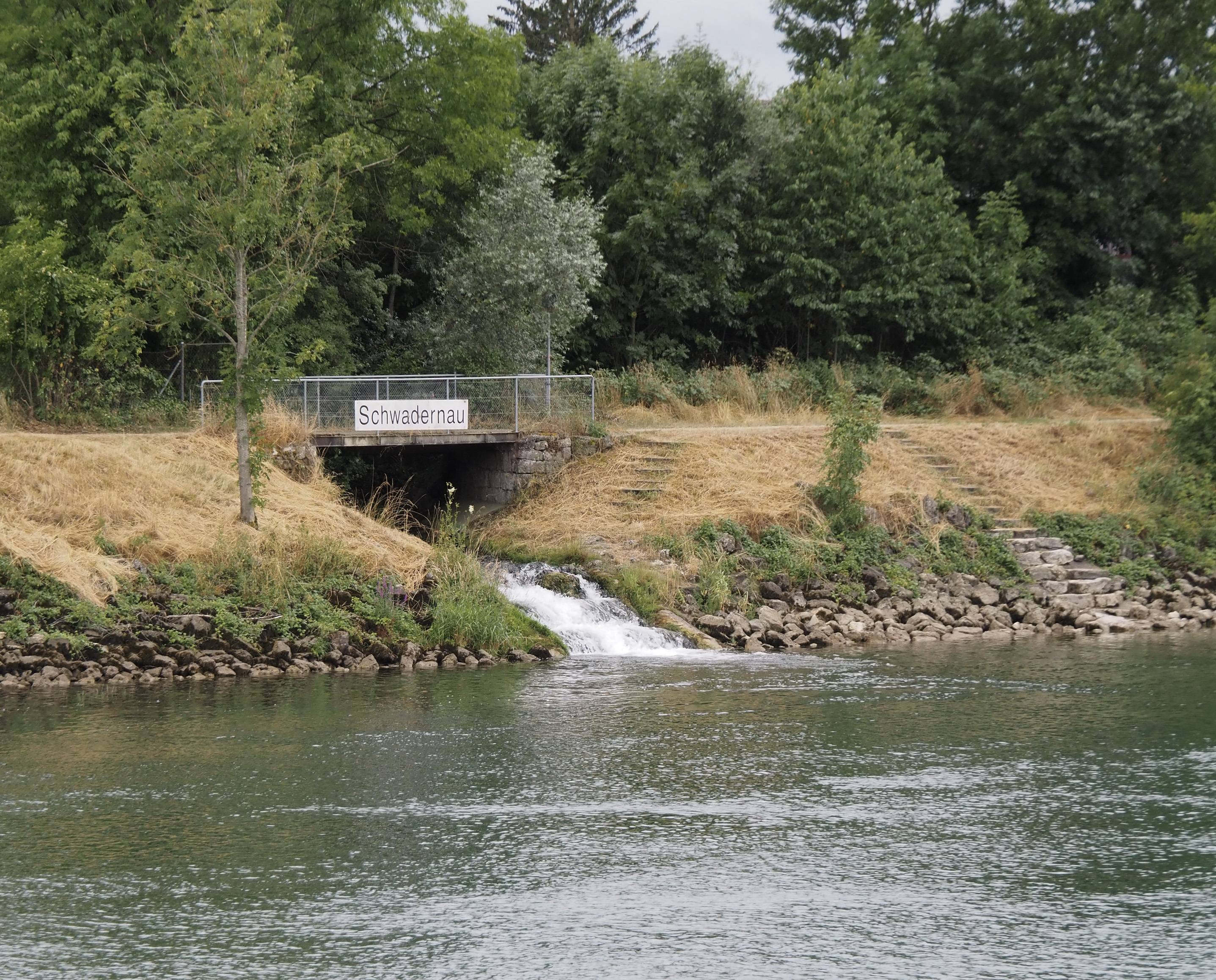
Mündung des Sagibachs

Im 20. Jahrhundert entstand bei der Melioration des Kulturlands der kanalisierte Sagibach, der bei Schwadernau in den Nidau-Büren-Kanal mündet.
Die Nachbargemeinden von Schwadernau sind Studen, Aegerten, Brügg, Orpund, Scheuren, Meienried, Dotzigen und Büetigen.

## Geschichte
Die Gemeinde Schwadernau wurde erstmals 1252 als Besitz der Grafen von Nidau erwähnt. 1281 übergab der Graf einen Teil seiner Rechte an den Bischof von Basel. Die Erben des Grafen, welcher 1375 starb, zerstritten sich in der Folge mit dem Bischof. 1376 kam es schliesslich zu der Schlacht von Schwadernau, bei welcher die Erben des Grafen siegten. Schwadernau und Nidau wurden darauf «kyburgisch». 1388 wurde Nidau – und mit ihm auch Schwadernau – von den Bernern übernommen und kam später zum Kanton Bern.
Der Ortsname wurde in den frühen Urkunden unterschiedlich geschrieben: 1269 Swadernowa; 1270 Swadernowe; 1280 Swadernouve. Der Namensteil ‑owe bezieht sich auf die Lage des Dorfes in der Auenlandschaft an der Zihl.
Vom 15. bis ins 19. Jahrhundert wurde die damals arme Bauerngemeinde regelmässig von schweren Überschwemmungen heimgesucht. Unter der Leitung von Johann Rudolf Schneider (1804–1880) aus Meienried wurde von 1868 bis 1878 im Zuge der ersten Juragewässerkorrektion der Nidau-Büren-Kanal erbaut, der weitere Überschwemmungen verhinderte. Den kargen Jahren folgte damit ein Aufschwung.

## Bevölkerung
Schwadernau ist zu  91,78 % eine deutschsprachige Gemeinde. Kleine Minderheiten sprechen Französisch oder Serbokroatisch.

## Politik
Die Stimmenanteile der Parteien anlässlich der Nationalratswahl 2023 betrugen: SVP 44,8 % (+2,2 %), SP 13,1 % (+3,2 %), glp 8,7 % (−2,8 %), EVP 7,2 % (+3,2 %), Mitte 7,0 % (−3,4 %), FDP 6,0 % (−2,3 %), GPS 4,7 % (−1,6 %), EDU 4,3 % (+3,5 %).

## Versorgung
Wasser
Schwadernau ist eine Verbandsgemeinde der Seeländischen Wasserversorgung.

## Bilder

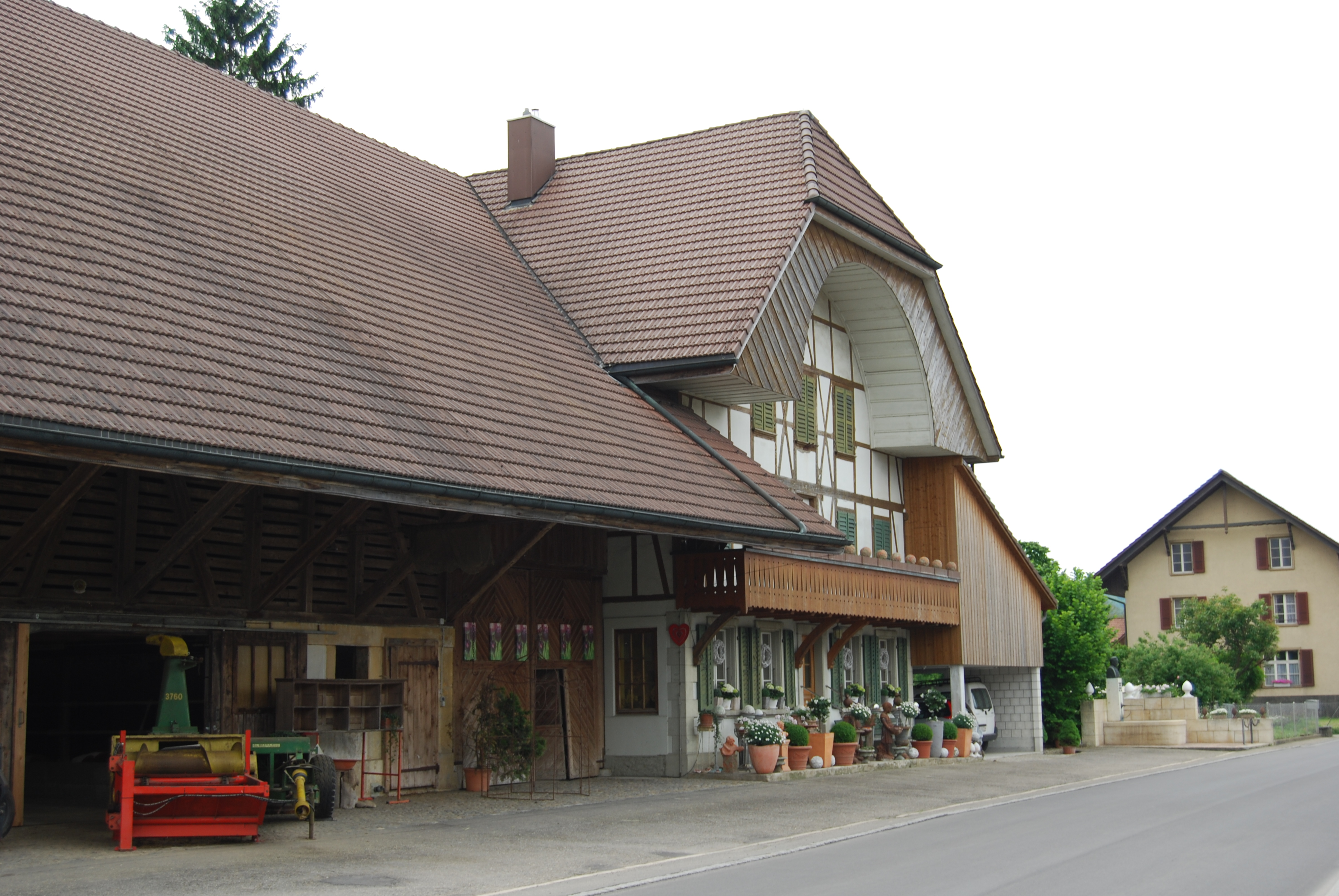
Fachwerkhaus in Schwadernau
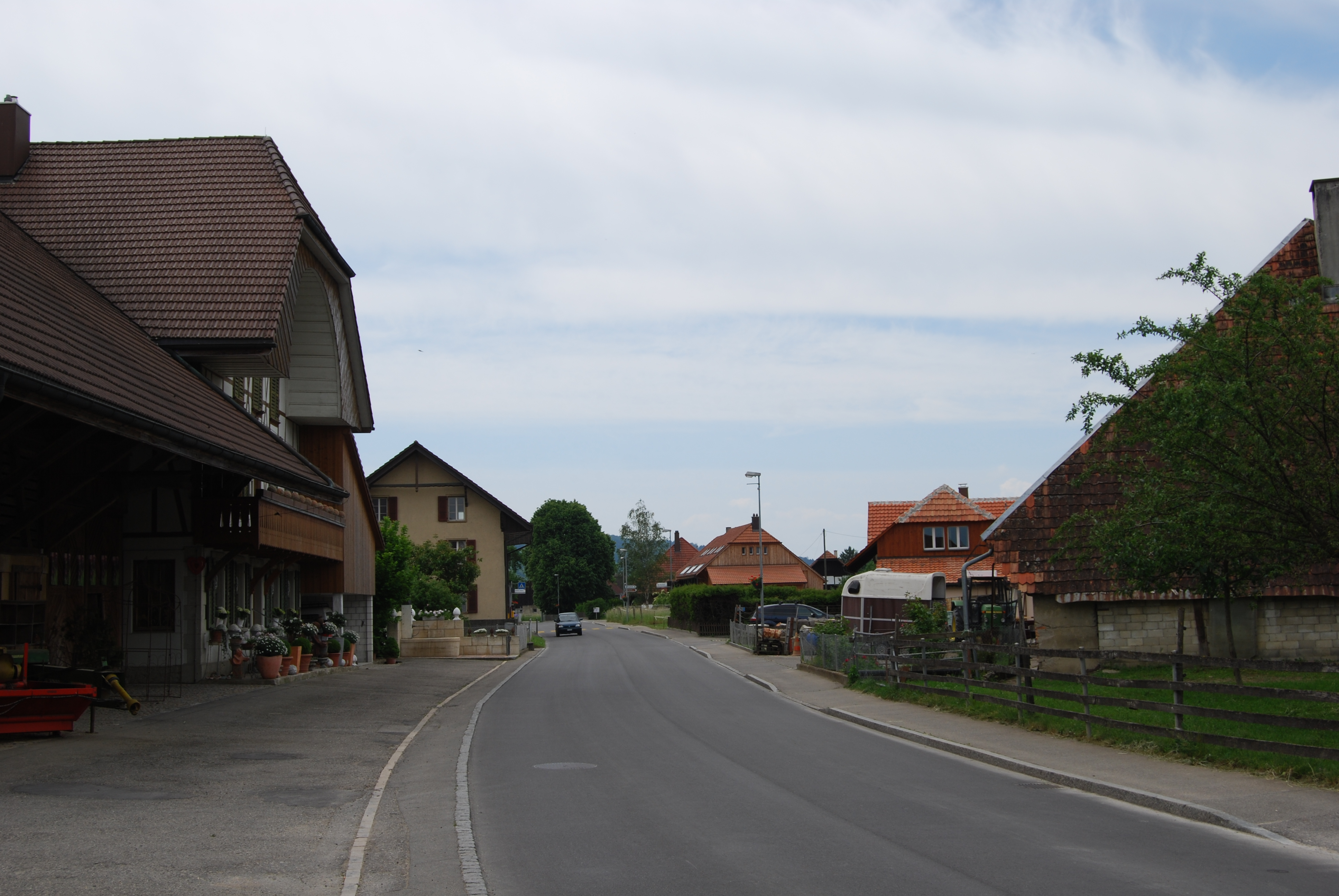
Dorfstrasse

## Persönlichkeiten
- Rudolf Gnägi (1917–1985), Bundesrat